# Prüfungsamt (Hochschule)
Ein Prüfungsamt (auch Prüfungssekretariat oder Prüfungsbüro) ist eine feste Einrichtung an einer Hochschule, die für die Verwaltung der Prüfungsleistungen verantwortlich ist. Zu den elementaren Aufgaben eines Prüfungsamtes gehört es, Ergebnisse erbrachter Prüfungsleistungen eines Studierenden aufzubewahren, Zeugnisse auszustellen oder Prüfungsstatistiken anzufertigen. Die Aufgaben eines Prüfungsamtes ergeben sich dabei aus der Prüfungsordnung und den jeweiligen Fachbereichssatzungen.

## Aufgaben
Ein Prüfungsamt verwaltet prüfungsrelevante Informationen über einen Studenten. Daher ist die Anmeldung zu einer Prüfung oder Teilprüfung ebenso wie die Abmeldung über das Prüfungsamt zu erfolgen. An einigen Fachbereichen ist es jedoch zulässig, diese Anmeldung über die die Prüfung veranstaltenden Lehrstühle abzuwickeln. Das Amt führt Akten über alle Studierenden und kann daher beispielsweise jederzeit alle erbrachten Leistungen bestätigen. Weiter fertigt das Prüfungsamt alle Zeugnisse und Urkunden an (bevor sie vom zuständigen Hochschullehrer unterschrieben werden) und erstellt Prüfungsstatistiken.

## Entwicklung
Waren Studierende bis vor einigen Jahren gezwungen, bei jeder Prüfungsleistung im Prüfungsamt vorzusprechen (einschließlich des Ausharrens der damit verbundenen langen Wartezeiten), werden heute in der Regel alle Prüfungsanmeldungen und -bestätigungen in integrierten Hochschulinformationssystemen elektronisch ausgeführt. Dies bedeutet, dass ein Studierender beispielsweise per Webbrowser eine Anmeldung zu einer Klausur vornehmen kann. Das Ergebnis der Klausur wird vom prüfenden Hochschullehrer (bzw. einer bevollmächtigten Person) ebenfalls elektronisch übermittelt. In fast allen Prüfungsämtern sind heute elektronische Prüfungsanmeldungen und -leistungsnachweise üblich. Einzig Prüfungsleistungen wie Abschlussarbeiten müssen nach wie vor persönlich angemeldet und abgegeben werden.